# Narkotikahund

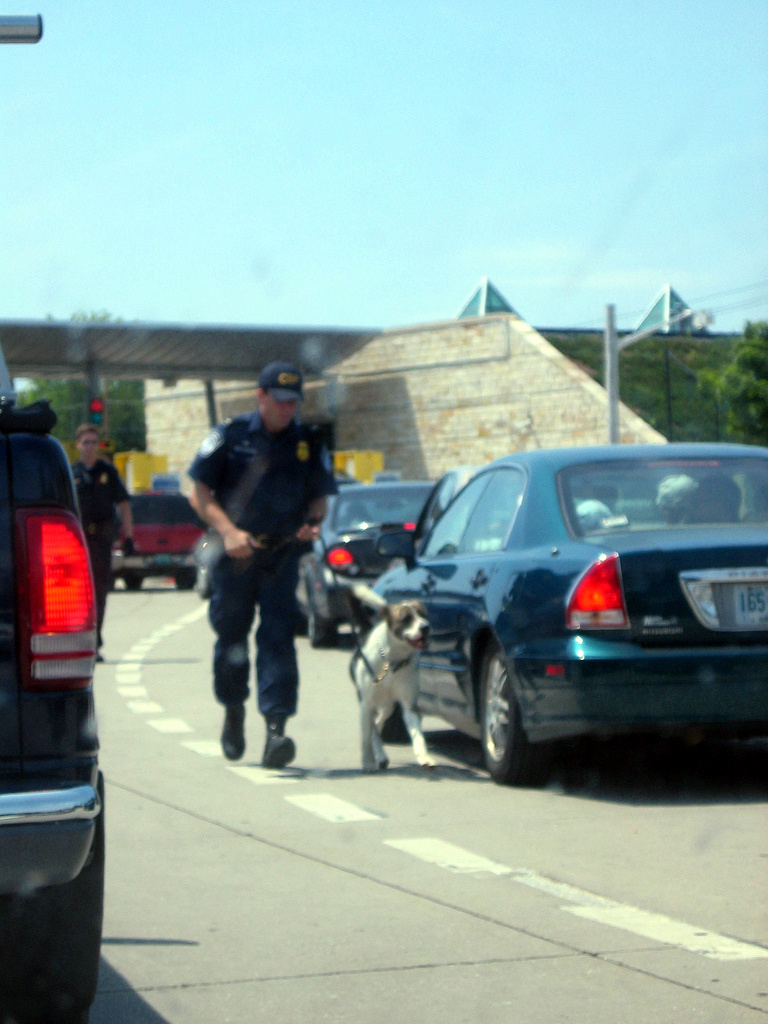
Narkotikahund i arbete vid gränsen mellan USA och Kanada.

Narkotikahundar är tjänstehundar som kan söka efter samt markera narkotika även när det är väl gömt och svåråtkomligt. Det är hundens känsliga luktsinne som gör det möjligt att utbilda en narkotikahund. De allra flesta hundraser går att utbilda. I Sverige används narkotikahundar av polisen, tullen och kriminalvården. Svenska polisen använder gärna schäfrar för denna roll medan Tullverket helst ser mindre och lättare hundar (exempelvis belgisk vallhund/malinois eller engelsk springer spaniel).
I Sverige bor och lever en narkotikahund med sin hundförare och dennes familj och även efter hunden pensionerats bor de flesta hundar kvar hos matte/husse.